# Farroig
Trifolium incarnatum, conegut en català com a fenc o farroig,  és una espècie de planta herbàcia amb flors de la família de les Fabaceae,  originària de la major part d'Europa. S'ha introduït a altres zones, com ara els Estats Units i el Japó.
Aquesta herba anual erecta creix fins a 20-50 cm (8-20") d'alçada, sense ramificacions o solament ramificat a la base. Les fulles són trifoliades amb un pecíol llarg i pilós, de 8 a 16  mm de diàmetre, amb l'àpex truncat o bilobulat. Les flors es produeixen durant tota la primavera i l'estiu, d'un vermell intens o carmesí, congestionades en una inflorescència d'espiciforme allargada de 3 a 5 cm de llarg i 1,5 cm d'amplària; les flors individuals fan fins a 10–13 mm de llarg i tenen cinc pètals. L'estendard de cada flor no es manté erecte, sinó que es doblega cap endavant.

## Usos

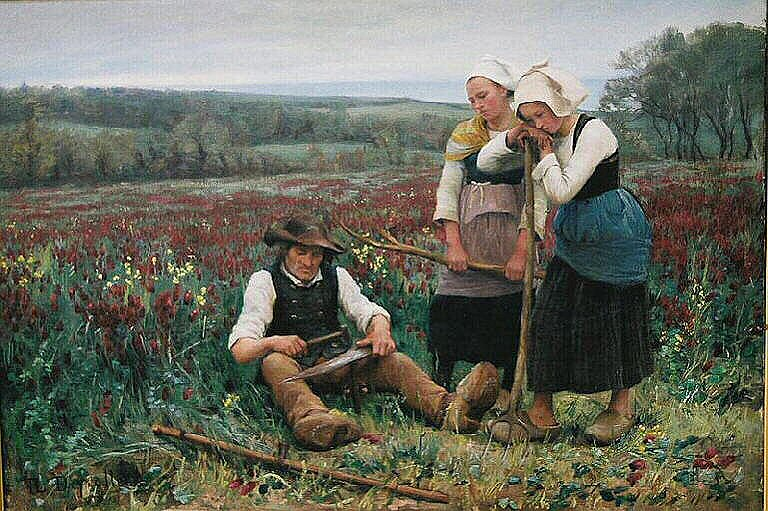
Camp de trèvol carmesí al moment de la sega. Le repos des faneurs, Théophile Deyrolle, Bretanya, 1850.

El fenc habitualment s'usa en agricultura com a cultiu de cobertura fixador de nitrogen. La planta utilitza associacions amb bacteris Rhizobium per fixar nitrogen. La planta es conrea àmpliament com a farratge ric en proteïnes per al bestiar boví i altre bestiar, i és adequada per convertir-la en fenc. És pasturat habitualment per remugants domèstics i salvatges. Sovint s'usa per al control de l'erosió de les vores de les carreteres, així com per a l'embelliment, però tendeix a desplaçar la resta d'espècies de flora autòctona de primavera i principis d'estiu al lloc on es planta.
Les flors i els brots del fenc són comestibles i tenen un gust i un aspecte semblants als brots d'alfals. Es poden afegir en amanides, entrepans i altres preparacions, se'n poden fer tisanes i es poden assecar i moldre fins a convertir-les en farina. 100 grams de brots de trèvol carmesí contenen 23 calories, 4 g de proteïnes, 2 g de fibra i proporcionen el 38% de la IDR de vitamina K, així com el 14% de la IDR de vitamina C. Té quantitats extremadament petites de calci, ferro, fòsfor, zinc, seleni i magnesi. Com tots els brots que es mengen crus, hi ha risc de contaminació amb Escherichia coli, Salmonella, Listeria i Bacillus cereus. No obstant això, moltes instal·lacions de bona reputació als Estats Units intenten regular i analitzar aquests cultius per detectar aquests bacteris.

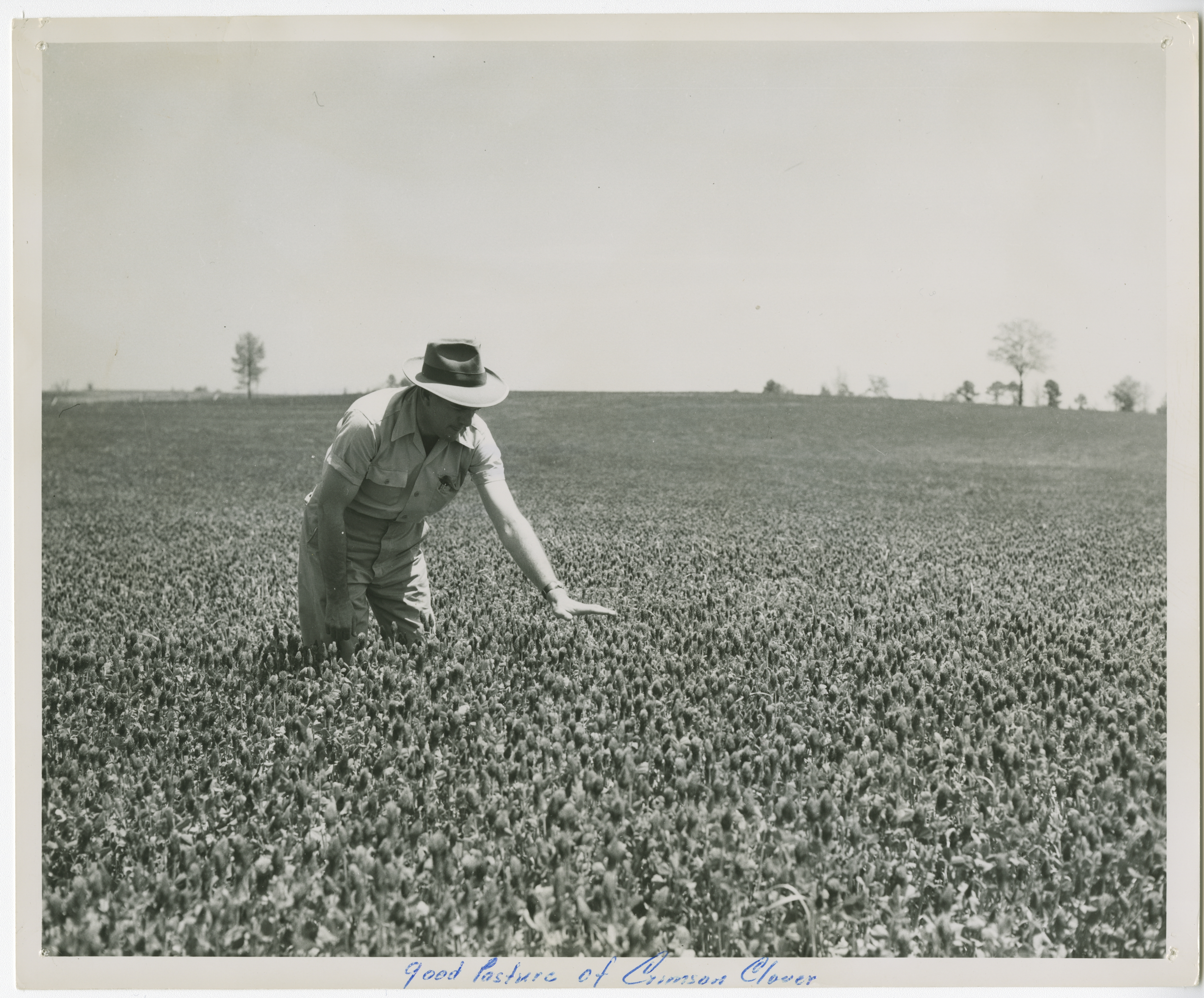
Agricultor en un camp de fenc, 1952
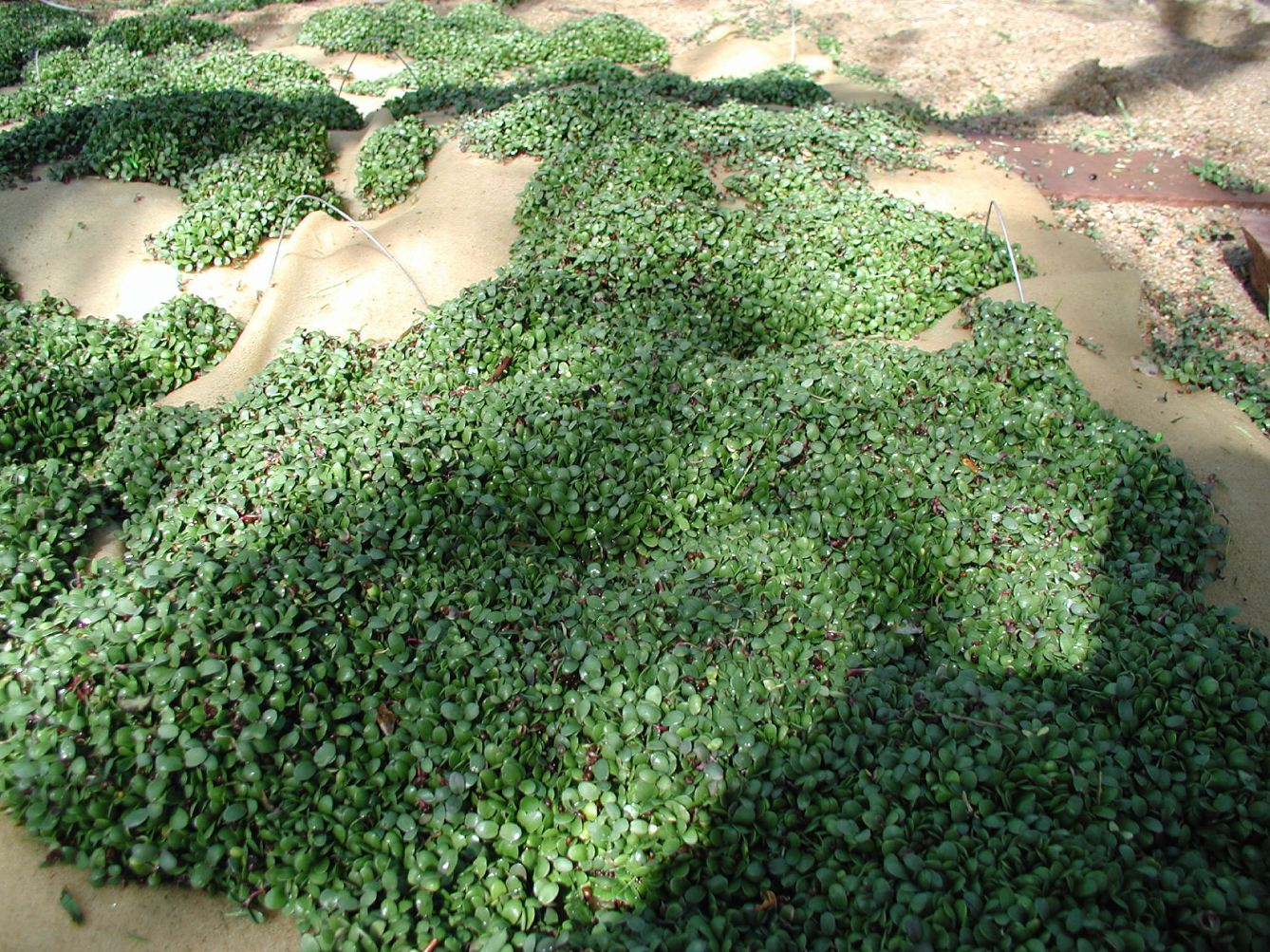
Cultiu de germinats
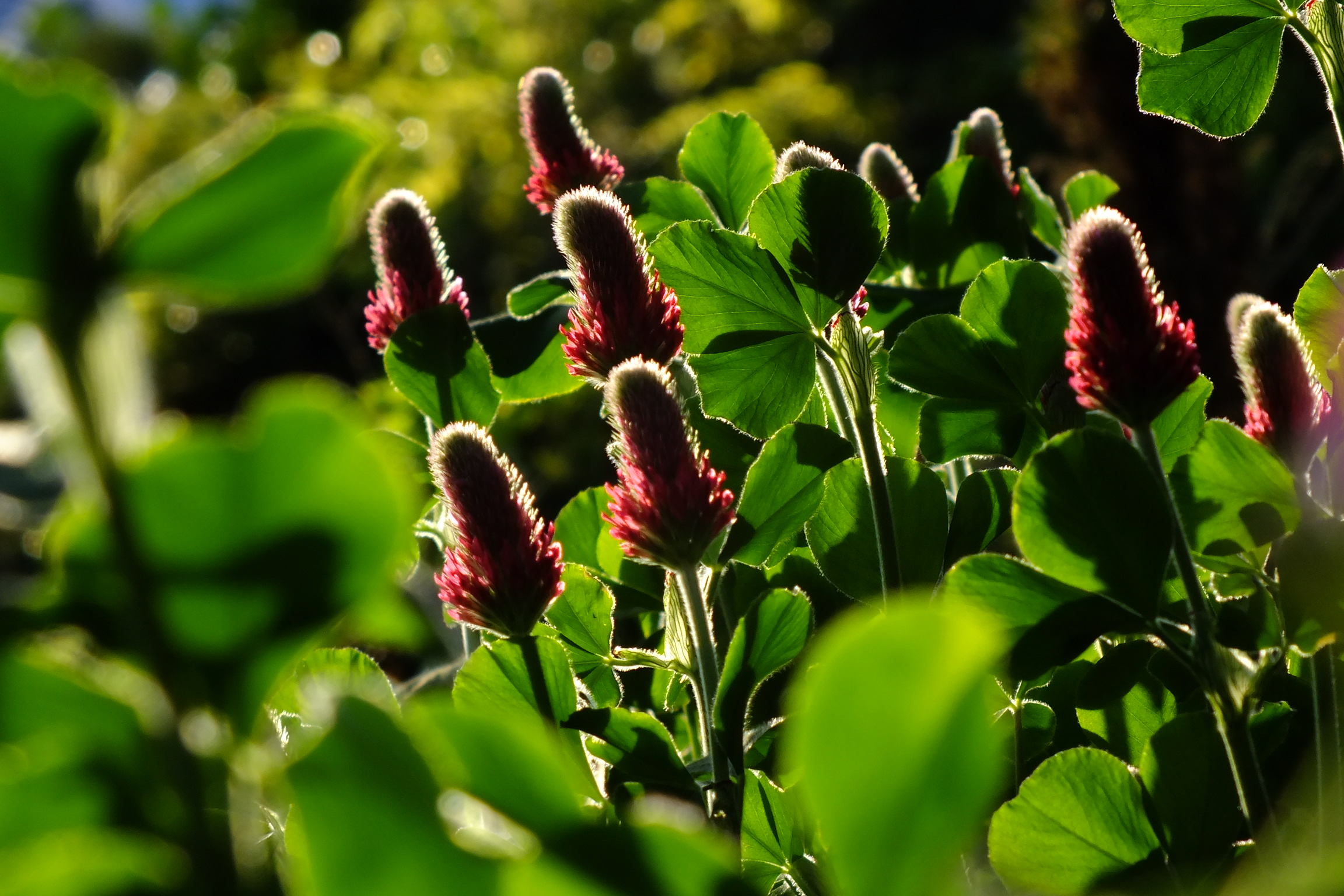
Un camp en un dia assolellat al Japó
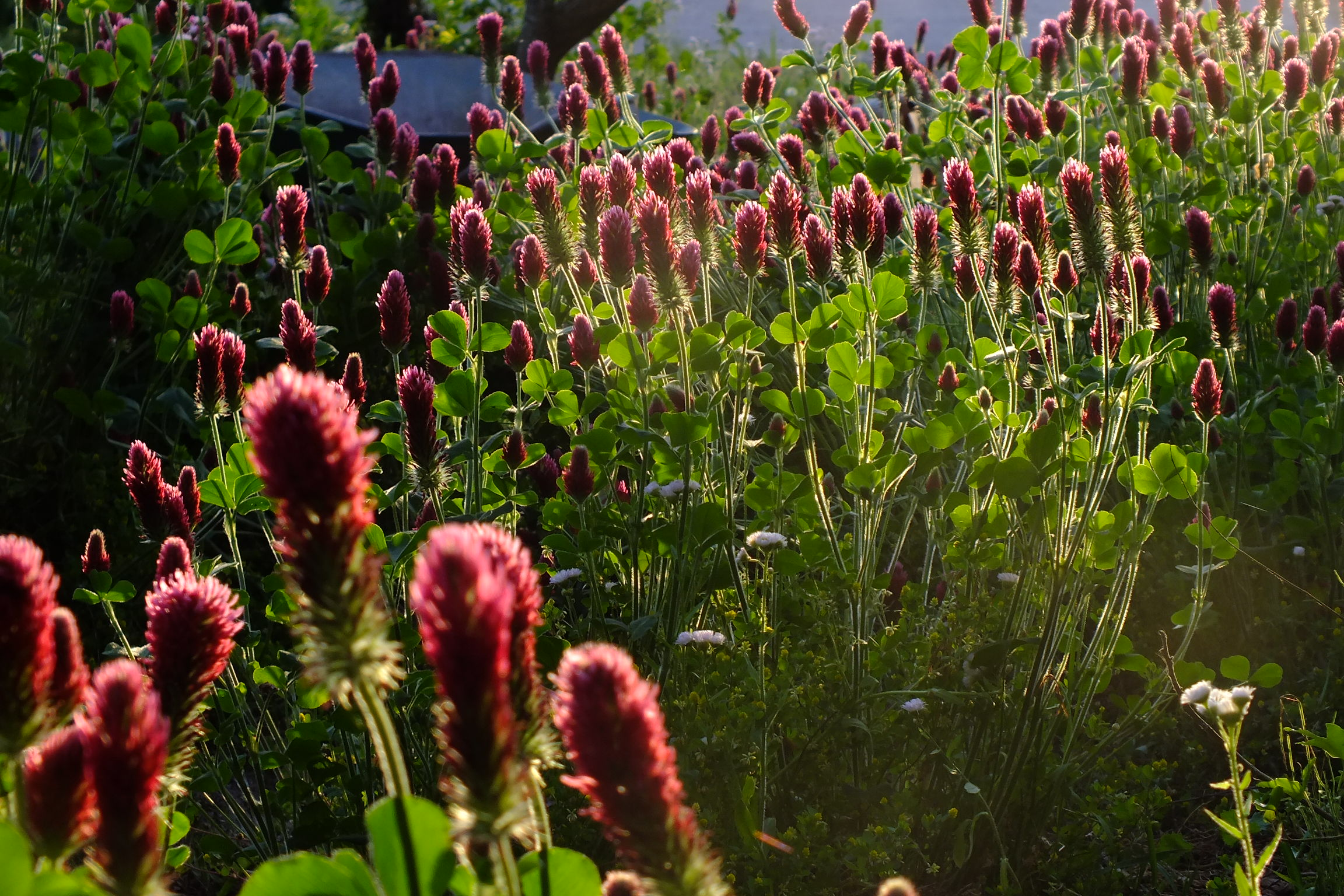
Flors de fenc a Hyogo, Japó